# Прапор Біликів
Пра́пор Біликів — селищна хоругва смт. Білики (Кобеляцький район), затверджена 11 грудня 2007  р. рішенням сесії селищної ради.
Автор герба — Євген Копилець.

## Опис
Квадратне полотнище складається з двох рівновеликих вертикальних смуг блакитного і малинового кольорів, розділених навскоси. У центрі блакитної смуги жовтий розширений хрест з сяйвом. У центрі малинової смуги біла восьмипроменева гранована зірка. Співвідношення ширини смуг по верхньому краю 2:1, по нижньому краю - 1:2.